# Federico VI di Svevia
Federico VI di Hohenstaufen (Modigliana, febbraio 1167 – Acri, 20 gennaio 1191) fu duca di Svevia dal 1170 fino alla sua morte durante l'assedio di Acri.

## Origine
Nato a Modigliana nel 1167, era il terzo figlio maschio del re dei Romani e imperatore del Sacro Romano Impero, Federico Barbarossa e della contessa di Borgogna, Beatrice di Borgogna, figlia unica, del conte di Borgogna Rinaldo III e di Agata di Lorena (figlia di Simone I di Lorena). Era quindi appartenente alla stirpe degli Hohenstaufen e il fratello minore dell'imperatore Enrico VI di Svevia.

## Biografia
Battezzato con il nome di Corrado, all'età di tre anni, alla morte del fratello nel 1170, il primogenito dei maschi, il duca di Svevia, Federico V, gli subentrò nel titolo di duca di Svevia, assumendone il nome come Federico VI.
Nella vecchia storiografia, il fratello maggiore e predecessore di Corrado/Federico VI, il duca Federico V di Svevia, è stato in parte trascurato, perché si pensava che i due fossero la stessa persona, e per questo motivo non era considerato come Federico VI, ma era indicato come Federico V. Il fatto che a un fratello minore nato nel 1172, il futuro duca di Svevia Corrado II, gli si sia stato attribuito il nome Corrado e non gli si sia cambiato nome, cosa che aveva una lunga tradizione all'interno della stirpe Staufer, crea ulteriore confusione nell'identificazione di questi tre figli di Federico I Barbarossa.
Federico I Barbarossa nominò il nobile Degenhard di Hellenstein Prokurator (governatore) del ducato di Svevia mentre suo figlio era minorenne. Nel 1179 l'imperatore concesse a Federico VI, oltre al ducato di Svevia, alcune aree acquisite nell'Alta Svevia e in Baviera sulla base di accordi di eredità con il duca Guelfo I di Baviera e il conte Rodolfo di Pfullendorf. Per la prima volta, risulta sullo stemma degli Staufer un leone, situato in un sigillo di Federico VI datato intorno al 1181. Questo disegno era presente anche in un sigillo del 1220 del duca Enrico di Svevia, poi re come Enrico VII. La versione estesa di questo sigillo, recante uno stemma a tre leoni, fa attualmente parte dello stemma del Baden-Württemberg.
Nel 1181 Federico VI fu promesso sposo a una figlia di sette anni del re Valdemaro I di Danimarca, la cui identità è incerta. Dopo che il fratello della sposa e nuovo re Canuto VI di Danimarca si rifiutò di dare la metà della sua dote, l'imperatore decise di rimandare la principessa (che all'epoca viveva in Germania da cinque anni per prepararsi al matrimonio) in Danimarca nel 1187 ancora intacta (cioè vergine). La principessa danese potrebbe essere Ingeburge (il cui anno di nascita presunto è intorno al 1175 e si accorderebbe con la sposa bambina ripudiata), che in seguito ebbe un matrimonio infelice con il re Filippo II di Francia.
Durante i festeggiamenti per la pace di Costanza, tenutisi nell'Hoftag di Magonza, nella primavera del 1184, Federico, assieme al fratello Enrico, ricevette l'investitura (adoubement) a cavaliere. I figli dell'imperatore e molti principi, che seguivano il loro esempio e non volevano essere inferiori a loro in questo senso, regalarono ai cavalieri e ai menestrelli cavalli, abiti preziosi, oro e argento. Seguì una gara di equitazione chiamata gyrum, durante la quale i cavalieri mostravano la loro abilità nel brandire scudi, stendardi e lance. Tra i presunti 20.000 partecipanti a questa competizione, c'erano l'imperatore e i suoi figli. Il giorno successivo le gare di equitazione continuarono. La settimana successiva si sarebbero dovuti svolgere i giochi di combattimento a Ingelheim. Tuttavia, una tempesta fece crollare diverse tende e la chiesa di legno, causando anche la morte dei partecipanti. Questo fatto fu interpretato come un segno divino e la celebrazione non fu continuata.

### La crociata e la morte
Federico si fece crociato, il 27 marzo 1188, a Magonza, assieme ad altri nobili e vescovi, tra cui il duca d'Austria, Leopoldo V, seguendo l'esempio del padre, l'imperatore Federico I, unendosi per la terza crociata.
L'esercito, partito da Ratisbona l'11 maggio del 1189, attraversò l'Ungheria, sostò a Esztergom o Strigonio, alla corte ungherese del re Bela III. Durante la sosta furono concordate le nozze tra Federico e la figlia di Bela III, Costanza d'Ungheria ma il matrimonio non venne mai celebrato perché la promessa sposa aveva meno di 10 anni. Alla morte di Federico VI ad Acri, essa si sposò con Ottocaro I di Boemia, divenendone la seconda moglie.
Come parte dell'esercito paterno, Federico VI comandava l'avanguardia, mentre Barbarossa comandava la retroguardia. Quando seppe che le truppe paterne erano sotto attacco, si precipitò a cavallo con le sue truppe per rinforzarle. Tuttavia, ebbe un ruolo importante anche nella battaglia di Filomelion e in quella di Iconio, nel maggio 1190. 
Dopo la morte del padre, avvenuta il 10 giugno 1190 nel fiume Saleph, nel regno armeno di Cilicia, Federico VI assunse il comando delle forze tedesche e le condusse a sud, verso Antiochia, sede dell'omonimo principato crociato. L'obiettivo era dar sepoltura all'imperatore a Gerusalemme, ma gli sforzi per conservare il cadavere utilizzando l'aceto fallirono e quindi le spoglie di Federico Barbarossa furono seppellite tra Antiochia di Siria, Tiro e Tarso. Giunti ad Antiochia, però, numerosi crociati salparono per tornare in patria ma, nonostante ciò, Federico Vi proseguì per Gerusalemme. A Tripoli però gran parte dei suoi compagni si ammalò di malaria, motivo per cui solo circa 700 cavalieri arrivarono con lui all'inizio di ottobre del 1190 per assediare la città di San Giovanni d'Acri. Durante l'assedio, Federico scrisse a suo fratello e re dei Romani Enrico chiedendogli di ottenere il riconoscimento papale per l'ospedale di San Giovanni d'Acri. Ammalatosi anche di malaria, Federico VI morì il 20 gennaio 1191 e fu sepolto a San Giovanni d'Acri. Poiché la città era ancora occupata dalle truppe di Saladino, i crociati rimasti non poterono entrare in città e lasciarono la Terra Santa dopo la morte di Federico VI.
Non avendo eredi, il titolo di duca di Svevia passò al fratello Corrado.

## Ascendenza
|                         |                    |                         | Genitori                    |  |  | Nonni |  |  | Bisnonni             |  |  | Trisnonni         |  |
|                         |                    |                         |                             |  |  |       |  |  | Federico I di Svevia |  |  | Federico di Büren |  |
|                         |                    |                         |                             |  |  |       |  |  | Federico I di Svevia |  |  | Federico di Büren |  |
|                         |                    | Ildegarda di Egisheim   |                             |  |  |       |  |  | Federico I di Svevia |  |  |                   |  |
| Federico II di Svevia   |                    |                         |                             |  |  |       |  |  | Federico I di Svevia |  |  |                   |  |
|                         |                    | Agnese di Waiblingen    | Enrico IV di Franconia      |  |  |       |  |  |                      |  |  |                   |  |
|                         |                    | Agnese di Waiblingen    | Enrico IV di Franconia      |  |  |       |  |  |                      |  |  |                   |  |
|                         |                    | Agnese di Waiblingen    | Berta di Savoia             |  |  |       |  |  |                      |  |  |                   |  |
| Federico Barbarossa     |                    | Agnese di Waiblingen    |                             |  |  |       |  |  |                      |  |  |                   |  |
|                         |                    | Enrico IX di Baviera    | Guelfo I di Baviera         |  |  |       |  |  |                      |  |  |                   |  |
|                         |                    | Enrico IX di Baviera    | Guelfo I di Baviera         |  |  |       |  |  |                      |  |  |                   |  |
|                         |                    | Enrico IX di Baviera    | Giuditta di Fiandra         |  |  |       |  |  |                      |  |  |                   |  |
| Giuditta di Baviera     |                    | Enrico IX di Baviera    |                             |  |  |       |  |  |                      |  |  |                   |  |
|                         |                    | Vulfilda di Sassonia    | Magno di Sassonia           |  |  |       |  |  |                      |  |  |                   |  |
|                         |                    | Vulfilda di Sassonia    | Magno di Sassonia           |  |  |       |  |  |                      |  |  |                   |  |
|                         |                    | Vulfilda di Sassonia    | Sofia d'Ungheria            |  |  |       |  |  |                      |  |  |                   |  |
| Federico VI di Svevia   |                    | Vulfilda di Sassonia    |                             |  |  |       |  |  |                      |  |  |                   |  |
|                         | Stefano I di Mâcon | Guglielmo I di Borgogna |                             |  |  |       |  |  |                      |  |  |                   |  |
|                         | Stefano I di Mâcon | Guglielmo I di Borgogna |                             |  |  |       |  |  |                      |  |  |                   |  |
|                         | Stefano I di Mâcon | Stefania di Vienne      |                             |  |  |       |  |  |                      |  |  |                   |  |
| Rinaldo III di Borgogna | Stefano I di Mâcon |                         |                             |  |  |       |  |  |                      |  |  |                   |  |
|                         |                    | Beatrice di Lorena      | Gerardo di Lorena           |  |  |       |  |  |                      |  |  |                   |  |
|                         |                    | Beatrice di Lorena      | Gerardo di Lorena           |  |  |       |  |  |                      |  |  |                   |  |
|                         |                    | Beatrice di Lorena      | Edvige di Namur             |  |  |       |  |  |                      |  |  |                   |  |
| Beatrice di Borgogna    |                    | Beatrice di Lorena      |                             |  |  |       |  |  |                      |  |  |                   |  |
|                         |                    | Simone I di Lorena      | Teodorico II di Lorena      |  |  |       |  |  |                      |  |  |                   |  |
|                         |                    | Simone I di Lorena      | Teodorico II di Lorena      |  |  |       |  |  |                      |  |  |                   |  |
|                         |                    | Simone I di Lorena      | Edvige di Formbach          |  |  |       |  |  |                      |  |  |                   |  |
| Agata di Lorena         |                    | Simone I di Lorena      |                             |  |  |       |  |  |                      |  |  |                   |  |
|                         |                    | Adelaide di Lovanio     | Enrico III Conte di Lovanio |  |  |       |  |  |                      |  |  |                   |  |
|                         |                    | Adelaide di Lovanio     | Enrico III Conte di Lovanio |  |  |       |  |  |                      |  |  |                   |  |
|                         |                    | Adelaide di Lovanio     | Gertrude delle Fiandre      |  |  |       |  |  |                      |  |  |                   |  |
|                         |                    | Adelaide di Lovanio     |                             |  |  |       |  |  |                      |  |  |                   |  |